# KissHug
「KissHug」（キスハグ）は、日本のシンガーソングライター・aikoが2008年7月23日にポニーキャニオンよりリリースした24作目のシングル。

## 概要
- 前作「二人」から約4ヶ月ぶりとなるリリース。
- 初回限定盤のみカラートレイ仕様。
- 2008年の紅白歌合戦でこの曲を披露した。
- シングルでは初となるタイトルがアルファベット表記の作品。
- 3曲共に恋の終わりをイメージし制作された曲である。
- ジャケットに記述されている「KissHug aiko」の文字はaikoの手書きであり、これは「桜の時」以来9年ぶり。
- 累計売上が10万枚を突破した作品は「星のない世界/横顔」以来、2作ぶりとなった。共に週間売上ランキング2位獲得も「星のない世界/横顔」以来となる。

## 収録曲
1. KissHug
井上真央主演の「花より男子F（ファイナル）」の挿入歌であり、映画の挿入歌となるのは今作が初となった。
  - aiko曰わく「kisshug」とは、当時まわっていたツアー「Love Like Pop Vol.11」にて販売されていたTシャツに「×○×○」（英文の手紙末尾などによく使用される、×はキス、○はハグを意味している。）と言う文字が書いてあり、これが「キスハグキスハグ」を意味していたと言う。別名「つくしのテーマ」と題した曲でもある。[1]
  - PVは神奈川県横浜市、日本大通り周辺で撮影された。
  - 岩手めんこいテレビ『Break Point!』2008年8月度エンディングテーマ。
2. 線香花火
  - 日本テレビ系『THE・サンデー』2008年8月 - 9月のエンディングテーマ。
3. 水とシャンパン
  - この曲は10年以上も前、aikoが大阪に住んでいた頃に生まれた曲で、カップリング収録に伴い、新たにアレンジされた。
4. KissHug （instrumental）
  - （演奏：aiko）

- （全曲 作詞、作曲：aiko 編曲：島田昌典）

## 収録アルバム
- BABY（#1）